# Rhagophthalmus sumatrensis
Rhagophthalmus sumatrensis är en skalbaggsart som beskrevs av E. Olivier 1885. Rhagophthalmus sumatrensis ingår i släktet Rhagophthalmus och familjen Rhagophthalmidae. Inga underarter finns listade i Catalogue of Life.